# Escudo de Onís

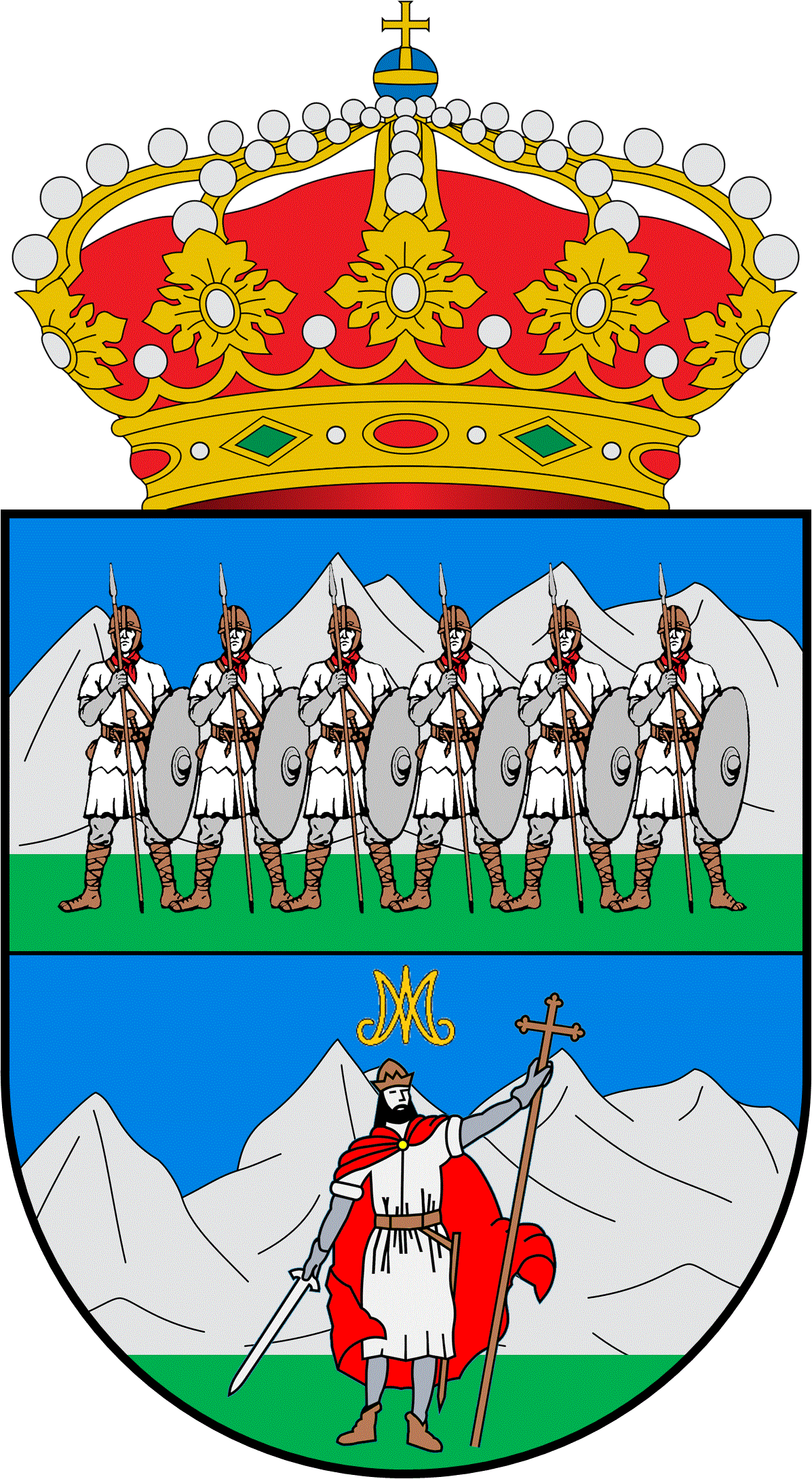

El escudo del concejo asturiano de Onís está dividido en dos cuartos: 
- En el cuarto superior, sobre fondo montañoso, una fila de guerreros que representan a quienes protagonizaron la gesta de Pelayo.

- En el inferior, también sobre fondo montuoso, la figura de Don Pelayo, con corona y manto Real, empuñando en una mano una espada y en la otra la cruz de la Victoria con un anagrama formado por las letras “M” y “A”.

Este escudo fue inventado por Octavio Bellmunt y Fermín Canella para ilustrar su obra "Asturias", no teniendo reconocida sanción legal.
- Datos: Q8778007